# Kurt-Josef Veeser
Kurt-Josef Veeser (* 2. März 1930 in Ehrang; † Februar 1994) war ein Brigadegeneral des Heeres der Bundeswehr.

## Leben
Veeser besuchte das Gymnasium und war nach der Reifeprüfung Versicherungskaufmann. 1956 trat er in die Bundeswehr ein, durchlief die Offizierausbildung sowie die Flugausbildung zum Hubschrauberführer und war Flugsicherheitsoffizier.
Von 1963 bis 1965 absolvierte Veeser den 6. Generalstabslehrgang Heer an der Führungsakademie der Bundeswehr in Hamburg, wo er zum Offizier im Generalstabsdienst ausgebildet wurde. Er hatte Verwendungen als Generalstabsoffizier, als Bataillonskommandeur, war von April 1971 bis März 1972 erster Regimentskommandeur des damals neu aufgestellten Heeresfliegerregiments 20 in Roth und Generalstabsoffizier im NATO-Hauptquartier Allied Forces Central Europe. Ab Oktober 1975 war er als Oberst Gruppenleiter im Heeresamt sowie stellvertretender General der Heeresfliegertruppe in Köln.
Im April 1978 wurde Veeser Brigadekommandeur der Panzerbrigade 30 in Ellwangen (Jagst). Ab Oktober 1979 war er Kommandeur der Heeresfliegerwaffenschule in Bückeburg, ab Oktober 1982 stellvertretender Divisionskommandeur und Kommandeur Divisionstruppen der 1. Luftlandedivision in der Eichelberg-Kaserne in Bruchsal und ab Oktober 1985 Abteilungsleiter VII im Heeresamt und General der Heeresfliegertruppe in Köln. Mit Ablauf des September 1987 wurde er in den Ruhestand versetzt.
Veeser war katholisch, verheiratet und hatte zwei Kinder. Er starb im Februar 1994.